# 湊屋隆夫
湊屋 隆夫（みなとや たかお、1951年（昭和26年）9月25日 - ）は、日本の銀行家。秋田銀行相談役。秋田県出身。

## 略歴
- 1970年（昭和45年） - 秋田県立秋田高等学校卒業[2]。
- 1975年（昭和50年） - 早稲田大学商学部卒業後、秋田銀行入行。
- 2001年（平成13年） - 取締役審査部長兼企業経営支援室長。
- 2005年（平成17年） - 取締役執行役員営業本部長兼営業支援部長。
- 2007年（平成19年） - 常務取締役。
- 2009年（平成21年） - 代表取締役専務。
- 2011年（平成23年） - 代表取締役専務営業本部長。
- 2013年（平成25年） - 代表取締役頭取。
- 2017年（平成29年） - 代表取締役会長[3]。
- 2020年（令和2年）- 相談役[4]。